# 芡歐鼠尾草
芡歐鼠尾草是唇形科鼠尾草屬的一種一年生草本植物，原產於墨西哥中南部和瓜地馬拉。芡歐鼠尾草可生長至約1.75m，開白色或紫色花朵。芡歐鼠尾草的種子又稱奇亞籽，其外形類似芝麻，富含ω-3脂肪酸，可以食用。由於芡歐鼠尾草的種子不飽和脂肪酸含量很高，因此經常作為減肥美容食品食用。